# Centre d'iconographie de la Bibliothèque de Genève
Pour les articles homonymes, voir CIG.
Le Centre d'iconographie de la Bibliothèque de Genève (anciennement Centre d'iconographie genevoise - CIG) est un centre d'archives iconographiques et de photographie situé à Genève, Suisse. Il est l'un des quatre sites de la Bibliothèque de Genève.

## Histoire
Inauguré en 1993,, le centre abrite les collections iconographiques de deux institutions patrimoniales de la Ville de Genève : les anciens fonds du département iconographique de la Bibliothèque publique et universitaire (BPU) et ceux du Musée d'art et d'histoire connus sous le nom de "Collections du Vieux-Genève". Ces deux fonds ont été fusionné en août 2008 et sont depuis rattachés à la Bibliothèque de Genève.

## Missions
Les missions principales du Centre d'iconographie sont l’enrichissement, la conservation et l’inventaire de ses collections. Il développe des programmes et outils de diffusion et de valorisation dans le but de les mettre à disposition du public et de les faire connaître, en particulier pour des recherches, des expositions ou des publications. Le Centre d’iconographie est l'archive et la mémoire visuelle du Canton et de la Ville de Genève, de l'entité appelée le Grand Genève et des cantons et des pays limitrophes.

## Collections
Le nombre d’images et de documents conservé au centre est estimé à plus de 5 millions.

### Les collections iconographiques
Il s'agit de portraits de personnalités genevoises ou étrangères en relation avec l'histoire genevoise, des imprimés, des estampes, des dessins, des cartes postales, des tableaux, des cartes géographiques et des plans, des relevés architecturaux, des films, ainsi que des objets comme des sculptures, des bustes, des appareils et du matériel photographiques, des médailles et insignes.
La collection iconographique est liée à l'histoire de la Bibliothèque du Collège fondé par Calvin. Elle commence XVIIIe siècle, le 16 juin 1702, avec les dons des portraits du réformateur Théodore de Bèze, de Descartes, de Rabelais. Suivront des portraits de Jean Calvin et de personnalités genevoises. Des bustes et des sculptures vont entrer dans la collection au 19e siècle, dont le masque mortuaire de Jean-Jacques Rousseau réalisé le 3 juillet 1778 par le sculpteur Jean-Antoine Houdon. Finalement, la collection compte environ 800 pièces, dont des tableaux, des pastels, des miniatures, des dessins et des objets divers et de souvenirs de personnalités comme les bretelles d'Henri-Frédéric Amiel ou une manche de la chemise portée par François-René de Chateaubriand lors de sa réception dans l’Ordre équestre du Saint-Sépulcre. Au 19e siècle, des dons de gravures documentent l’aspect de la Ville de Genève, de ses changements architecturaux et son histoire. En 1894, le legs Alfred Dumont apportent 550 vues et portraits, suivi par les 3000 pièces de l’Album Genevois d’Edouard Rigaud de Constant et de son fils Charles. En 1951, les héritiers d’Emile Rivoire donne 6300 cartes postales.

### Les collections photographiques
La photographie apparaît très vite après sa création à Genève. Dès 1840, le procédé est utilisé par des amateurs et des artisans. Pionnier, le financier Jean-Gabriel Eynard est l'un des premiers en Suisse à s’y intéresser et à utiliser le daguerréotype.
La photographie permet la multiplication facile des tirages et va devenir populaire et utilisée. La plus ancienne photographie de Genève date de 1842 : elle représente le quartier de Saint-Gervais lors de la surélévation du marché couvert de Bel-Air. Les photographes professionnels se multiplient, ainsi que leurs ateliers. Ils tirent des portraits des personnalités genevoises. Ils documentent les transformations de la ville, comme la destruction de la ville ancienne et des fortifications, les travaux de reconstruction au 19e siècle, ou entre 1884-1889 l’asséchement des lits du Rhône pour le chantier de construction de l’usine des forces motrices de la Coulouvrenière, la restauration de la Cathédrale Saint-Pierre à la fin du 19e siècle, l’Exposition nationale suisse de 1896 à Genève, la reconstruction du pont du Mont-Blanc en 1903, la construction du Palais de la Société des Nations en 1936,
Les fonds du CIG contiennent des daguerréotypes, des photographies anciennes et contemporaines, des albums de photographies, des portraits cartes-de-visite, des portraits de personnalités genevoises ou étrangères en relation avec l'histoire genevoise. Des fonds d’agences photographiques, d’entreprises ou de photographes locaux complètent ces images. Ils sont parfois accompagnés de leurs archives. Celles-ci documentent non seulement la ville, les communes et le canton de Genève, mais aussi le patrimoine historique et architectural, les personnalités de ces entités et également la région frontalière et avoisinante. Les collections du centre sont inscrites comme bien culturel suisse d'importance nationale.

#### Aperçu de photographes présents dans les collections
Charles Edouard Boesch, Atelier Boissonnas (1864-1983), Frédéric Boissonnas, Gad Borel, Jean-Guillaume Cadoux, Mick Desarzens, Louis Dumas, Jean-Gabriel Eynard, Charles-Gustave et Pierre-Charles George, Dany Gignoux, atelier Albert Grivel, éditeurs Jaeger et Jullien Frères, Frank-Henri Jullien, André Kern, Max Kettel, Valentine Mallet, Jean-Claude Mayor, Jean Mohr, Jesus Moreno (1974-205), Victor-Louis Neri, Jean Netuschil, Emil Pricam, Gédéon Regard (1890-1918), Jean Revillard (1978-2019), Jacques Thévoz, Gertrude Trepper, Maurice Wassermann, Daniel Winteregg, Joseph Zimmer-Meylan,.

#### Aperçu de fonds photographiques d'entreprises et d'agences de presse
Agence Interpresse (1953-1974), Le Pool photos, Usine Sécheron, Services industriels de Genève (SIG), Entreprise Gardy (1918-1958), fonds du Journal de Genève, du Nouveau Quotidien et de La Suisse, Institut Jaques-Dalcroze (1875-2010), Editions Zoé (1985-2015),.

## Valorisation
Le Centre d’iconographie favorise la diffusion de ses images auprès du grand public. L’institution a développé une expertise dans l’identification des vues topographiques genevoises, basées sur une connaissance de l’évolution de la ville entre le milieu du XIXe et la fin du XXe siècle. Elle met aussi à disposition des lecteurs et usagers les principaux ouvrages traitant de l’iconographie genevoise ainsi qu’une photothèque classée topographiquement.[réf. nécessaire]

### Genève au fil du temps
Le Centre d’iconographie tient une rubrique intitulée « Genève au fil du temps » dans la Tribune de Genève, où il publie chaque jour une image commentée issue de ses collections.

### Réalisations et collaborations
Le Centre d'iconographie intervient dans la création d'une application de réalité virtuelle représentant la ville de Genève en 1850. Il met à disposition des concepteurs plusieurs gravures, estampes et plans de la cité à cette époque afin d'améliorer le travail initial tiré du relief Magnin. Ce projet aboutit en 2017 à la mise en ligne de l'application.

### Expositions
- 2001 : Familles d'images : en visite chez Jean-Gabriel Eynard, Musée d'art et d'histoire, Genève[22]
- 2010 : Tournez la page ! Albums photographiques du Centre d'iconographie, Bibliothèque de Genève, 19 mars au 29 mai 2010[23]
- 2015 : La ville transitoire : François de Limoges. À vol d'oiseau : Gertrude Trepper, Bibliothèque de Genève, « Couloir des coups d’œil », été 2015[24]
- 2016 : Skira à Genève : le temps des artistes, photographies de David Kronig (1923-1993), Bibliothèque de Genève[25]
- 2018 : Beau et froid ! : les bises glaçantes, Bibliothèque de Genève[26]
- 2019 : Travailler à l'usine. Photographies de l'entreprise Gardy (1918-1958), 27 mai 2019 au 26 octobre 2019, Bibliothèque de Genève, « Couloir des coups d’œil »[18]
- 2020 : Genève dans l'objectif de Valentine Mallet [en ligne], Bibliothèque de Genève, accrochage en ligne, 8 avril - 31 décembre 2020[14]
- 2021 : Il n'est pas bon que l'homme soit seul : femmes politiques genevoises 1960-2002, 13 septembre - 13 novembre 2021, Bibliothèque de Genève, « Couloir des coups d’œil »[27] (comporte en majorité des photographies provenant du Centre d'iconographie).
- 2022 : Pure Gignoux ! : Dany Gignoux, une photographe au cœur de la musique, Bibliothèque de Genève, « Couloir des coups d’œil », 17 janvier - 2 juillet 2022 (voir exposition en ligne)[28].
- 2023 : Regards croisés [Gédéon Regard et Adrien Bonnefoy] : une exposition de photographies à cheval sur la frontière, Bibliothèque de Genève et Paysalp (association pour la valorisation du patrimoine haut-savoyard), « Couloir des coups d’œil », 16 janvier 2023 au 3 juin 2023[29]

## Galerie

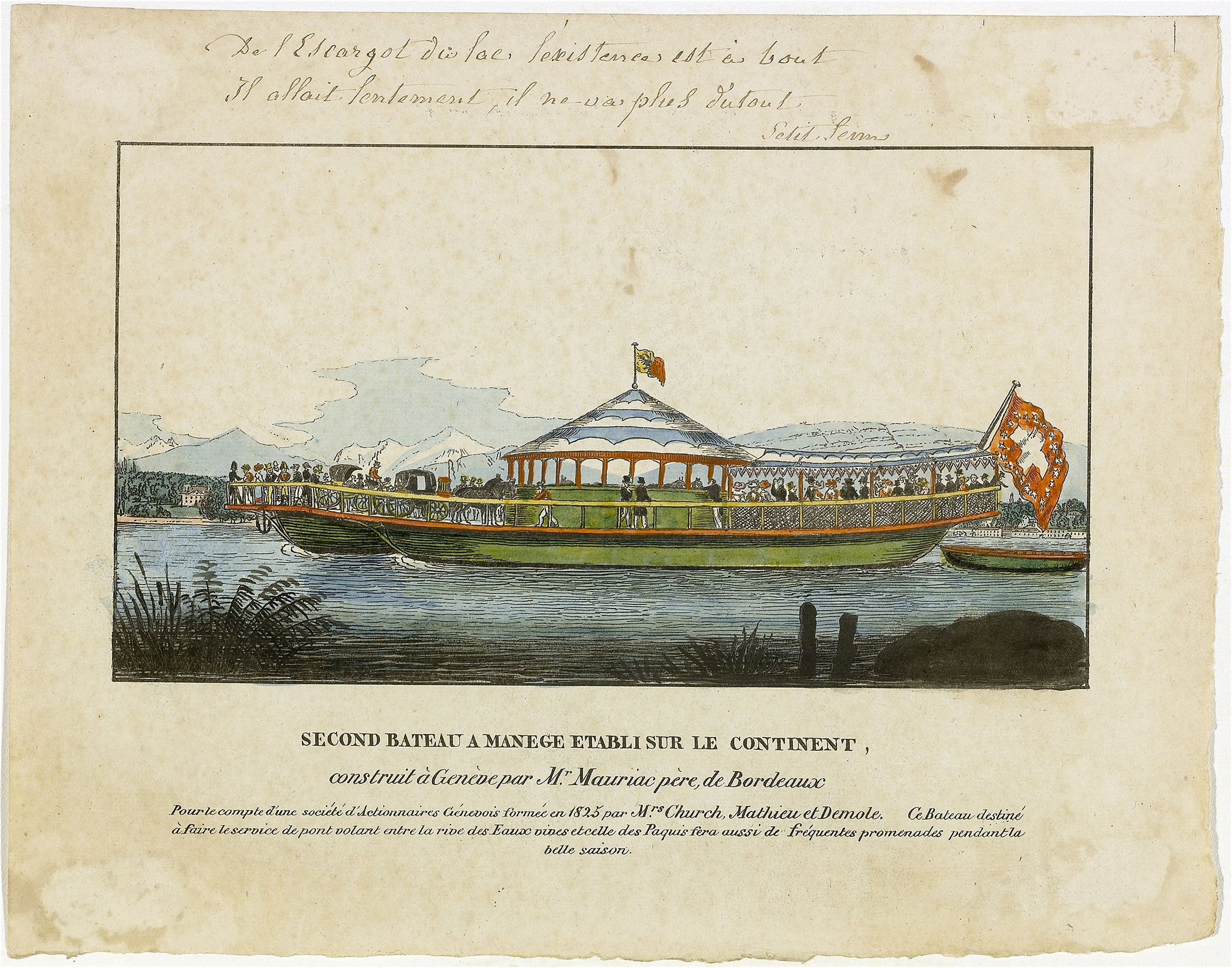
Bateau-manège 1825
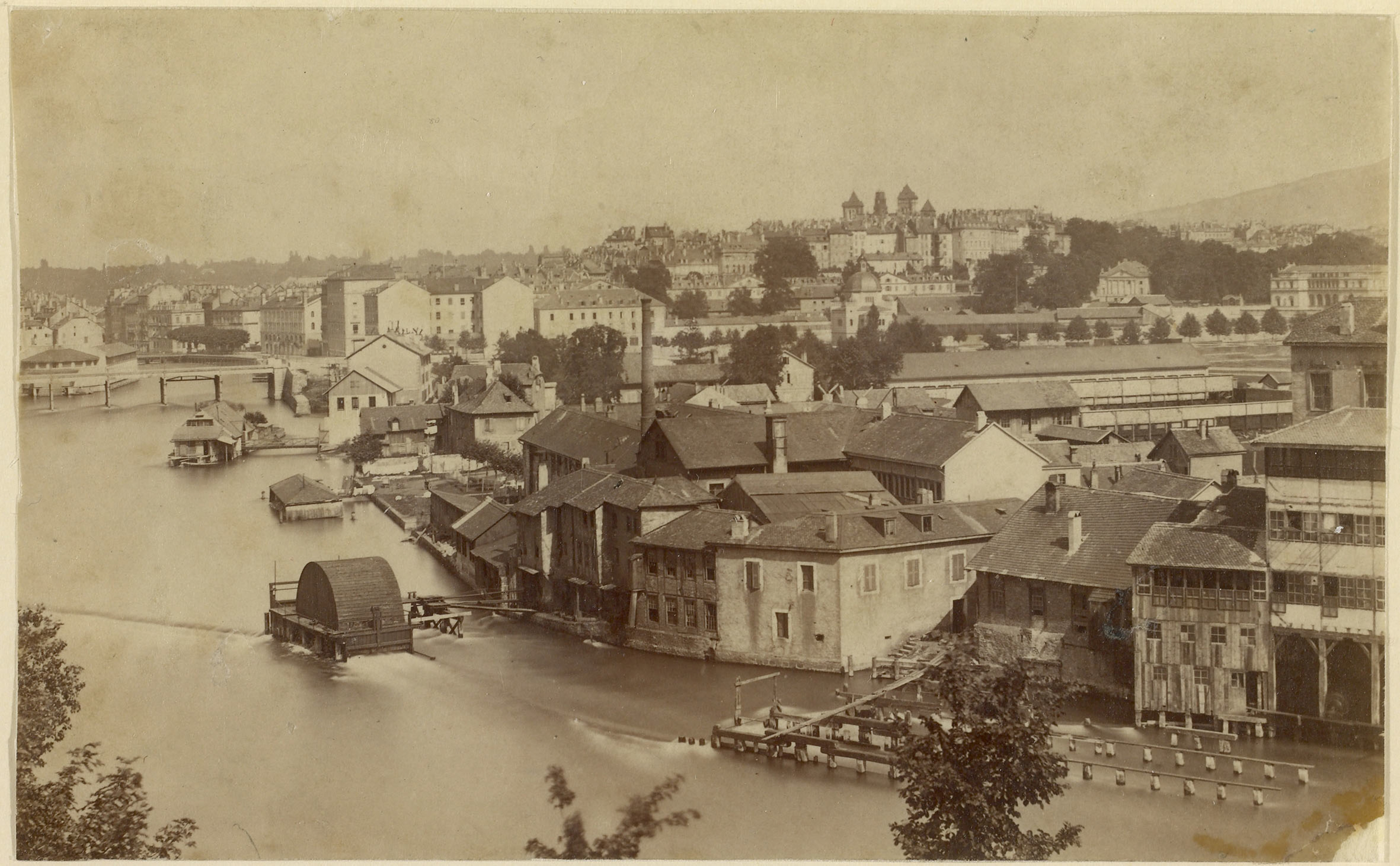
La Coulouvrenière 1852
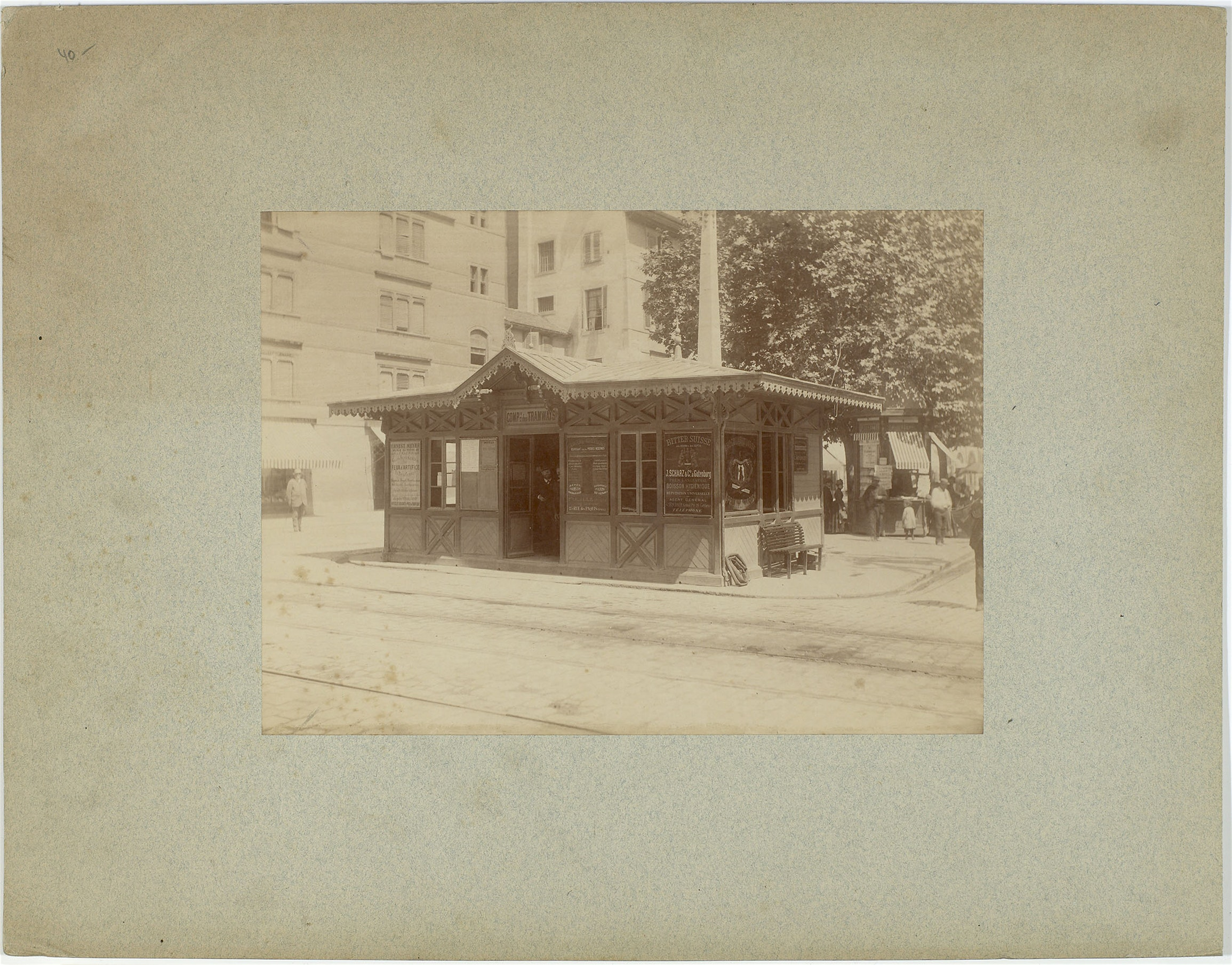
Place du Molard, fin XIXe
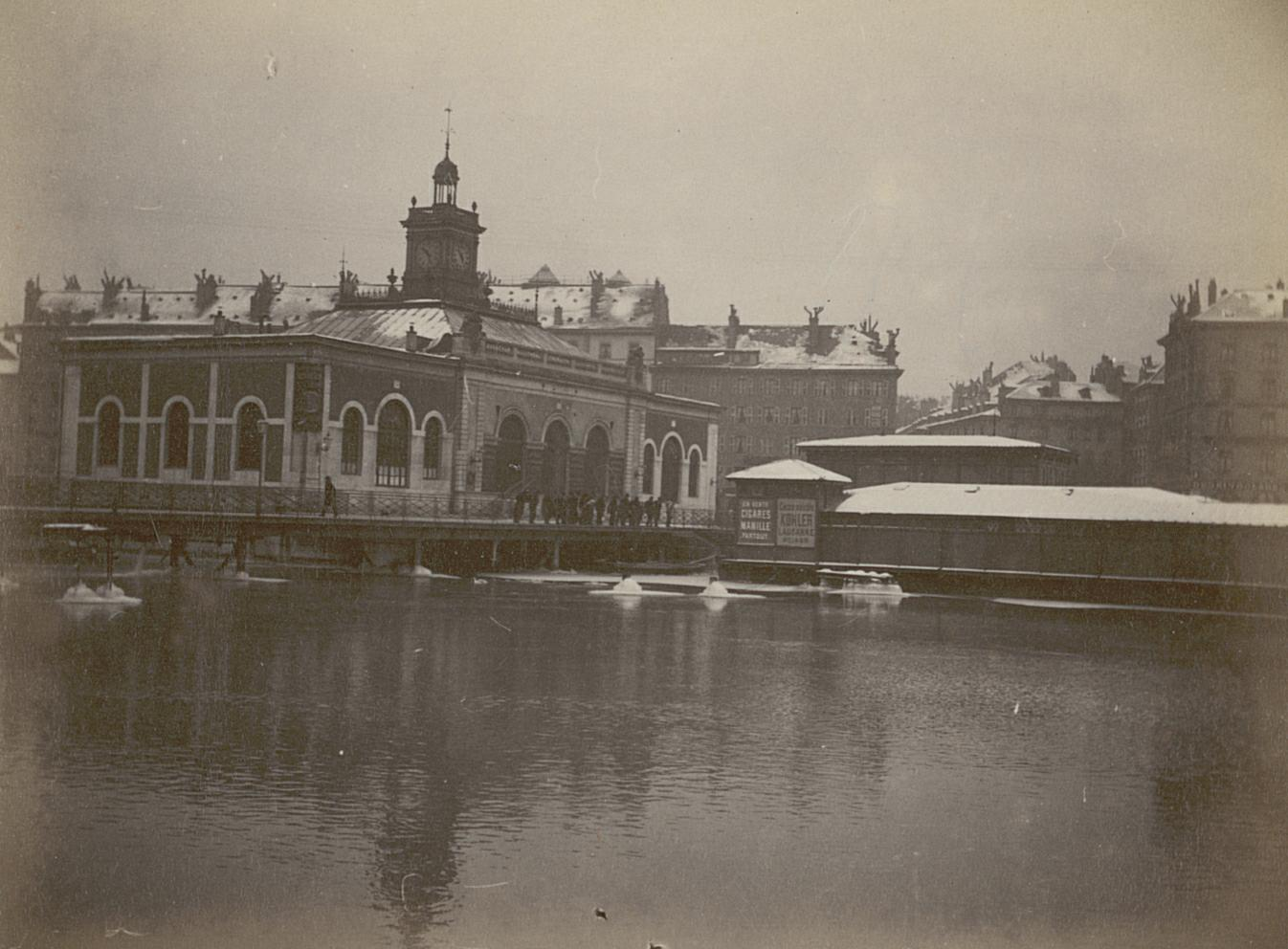
Bains du Rhône 1891
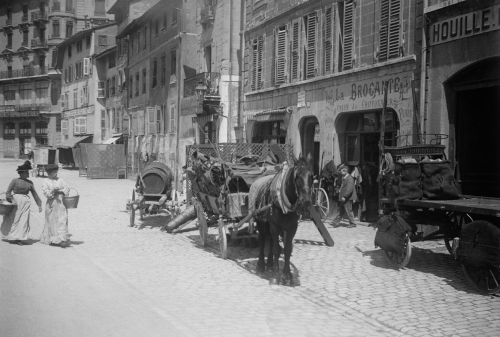
Valentine Mallet, le quai Turrrettini. vers 1895

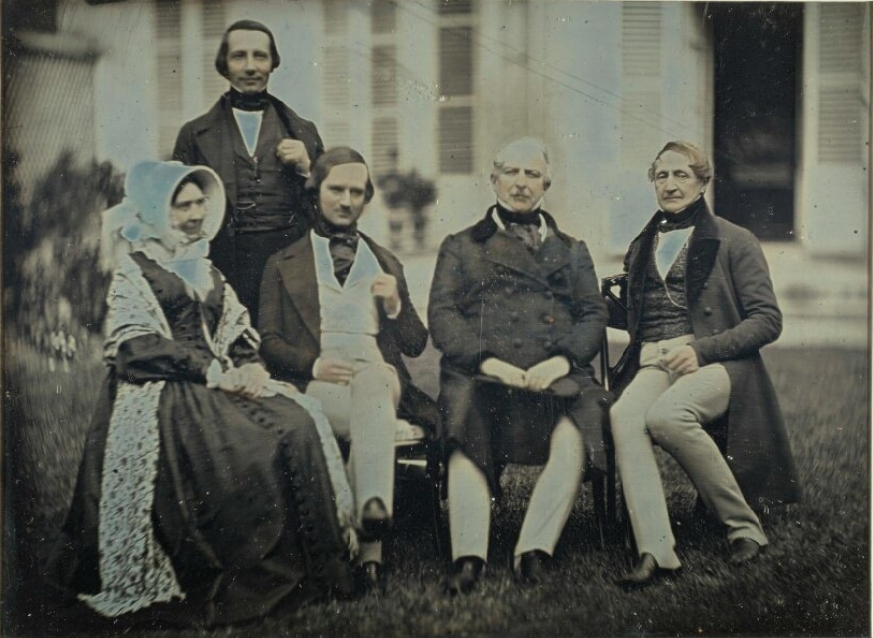
Jean-Gabriel Eynard, à droite, daguerréotype ca 1843
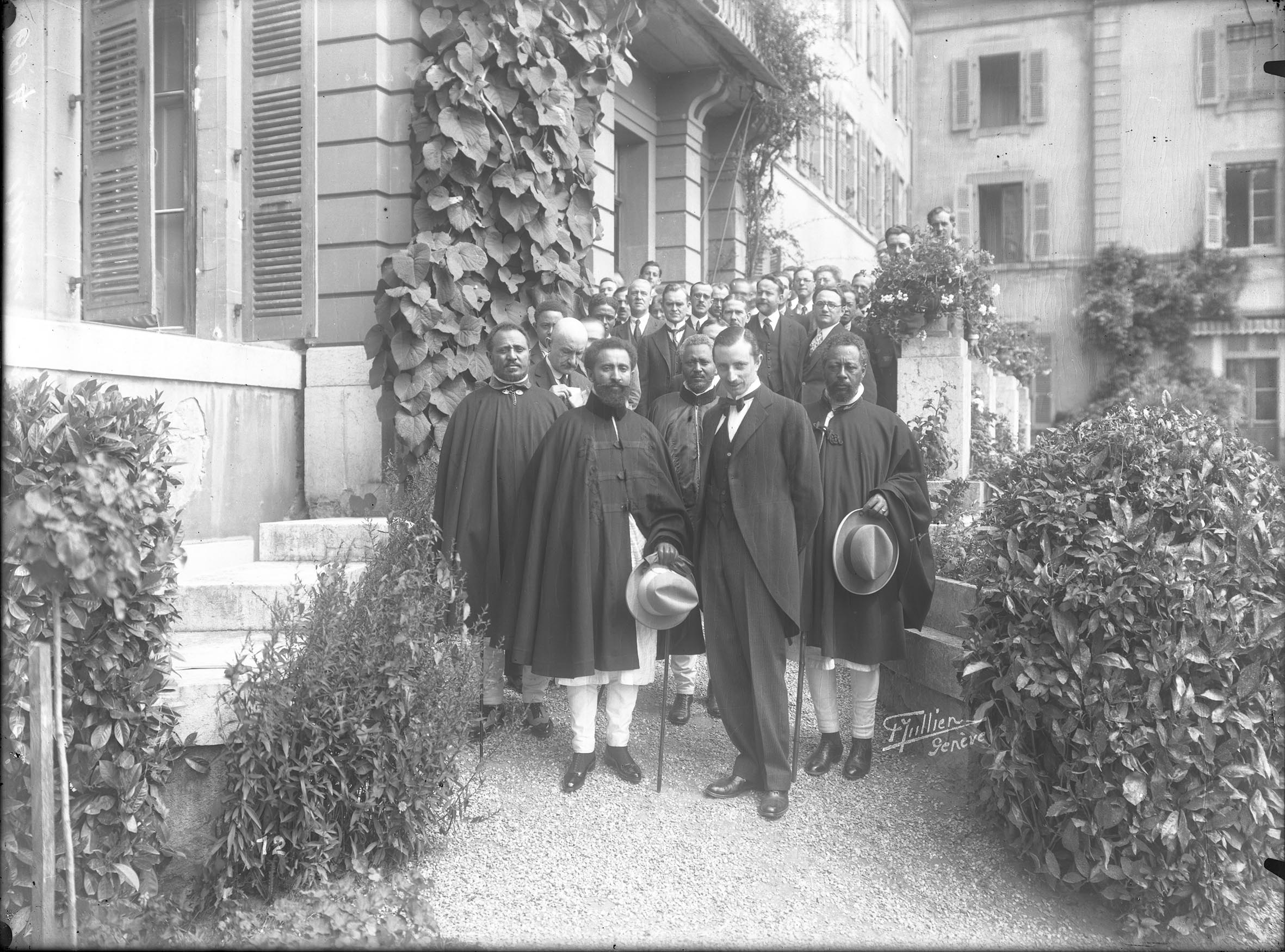
Haïlé Sélassié reçu au Bureau International du Travail, Genève août 1924
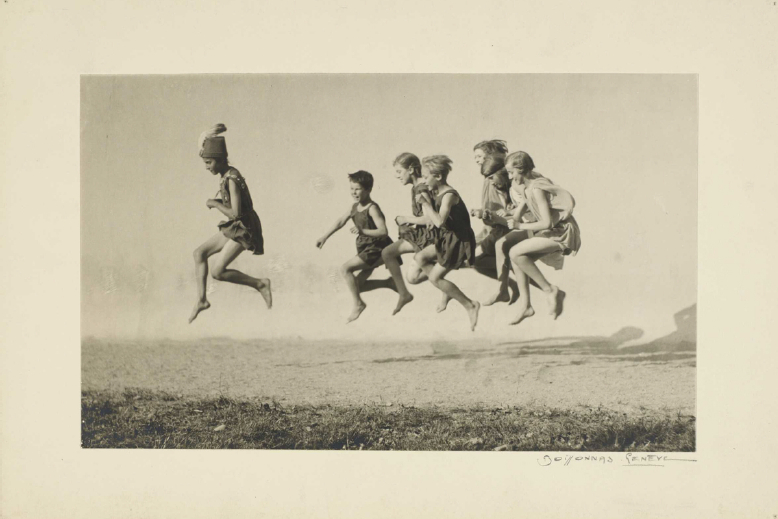
Enfants pratiquant le rythmique de Jacques-Dalcroze, photogr. de Frédéric Boissonnas, 1918
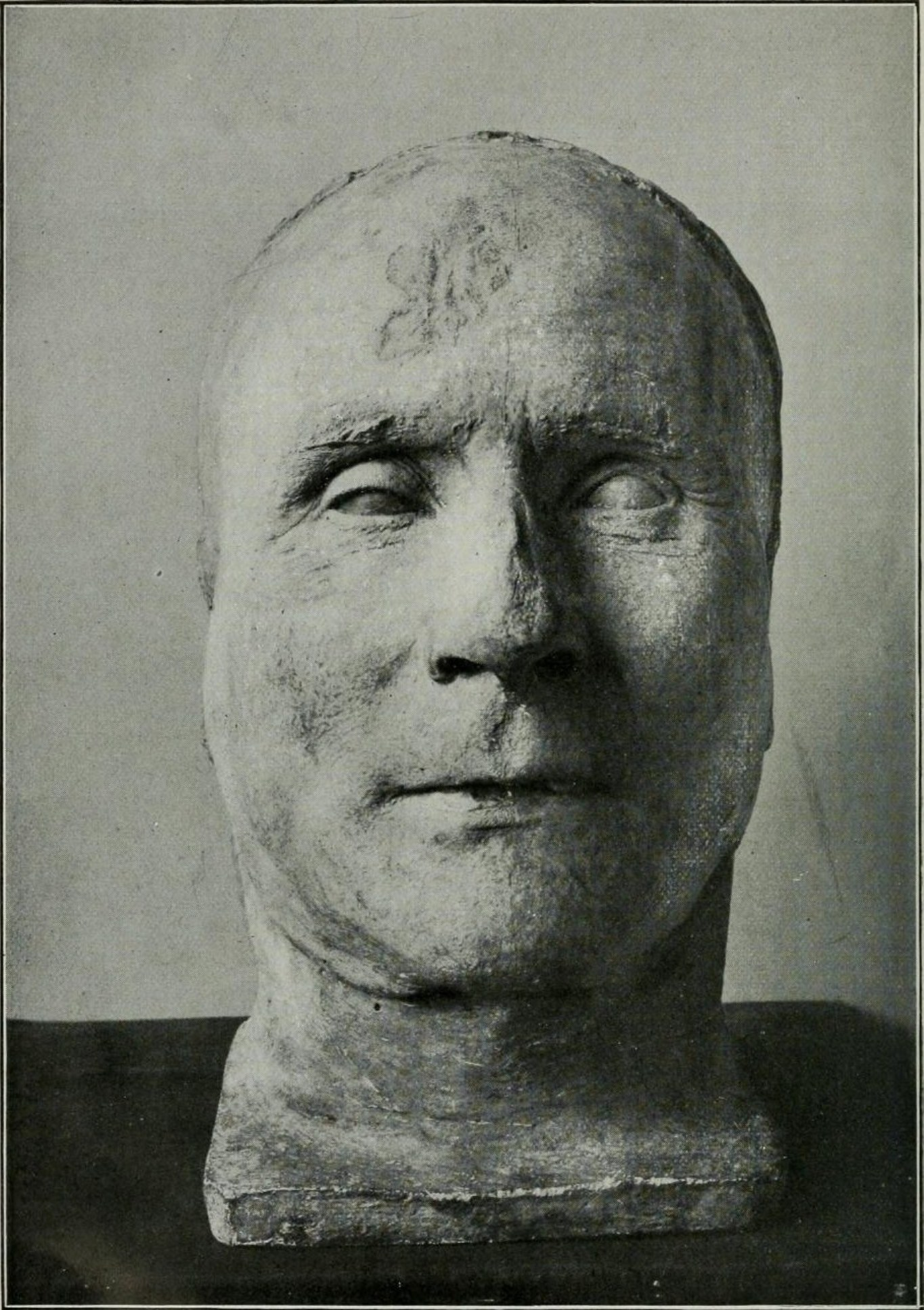
Masque mortuaire de J.-J. Rousseau par Houdon, 1778